# 観真
観真（かんしん、天暦5年（951年） - 長元2年3月19日（1029年5月5日））は、平安時代中期の華厳宗の僧。華厳宗高山寺系の祖。大和国（現在の奈良県）出身。

## 経歴
師の東大寺別当光智に華厳経等を学び、治安3年（1023年）、東大寺別当となった。その後律師に進む。